# Róbert Antal
Róbert Antal   (Budapest, 21 de juliol de 1921 - Toronto, 1 de febrer de 1995) va ser un waterpolista hongarès que va competir durant les dècades de 1940 i 1950.
El 1952 va prendre part en els Jocs Olímpics de Hèlsinki, on va guanyar la medalla d'or en la competició de waterpolo.